# Ligne 11 du métro de Barcelone
Pour les articles homonymes, voir Ligne 11.
La ligne 11 (en catalan : Línia 11 del metro de Barcelona, en espagnol : Línea 11 del metro de Barcelona) est l'une des douze lignes du réseau du métro de Barcelone, ouverte en 2003. Elle est exploitée par TMB et dessert deux communes.

## Historique
La ligne, qui assure une desserte de quartiers plutôt isolés, a ouvert dans son intégralité en 2003. Elle est la seconde ligne de métro automatique d'Espagne. En effet, depuis 15 décembre 2009, le mode de conduite est automatique, un mode que l'on retrouve sur la L9, mais uniquement entre Can Cuiàs et Casa de l'Aigua. La section restante, jusqu'à Trinitat Nova est automatisée en 2021.

## Caractéristiques

### Ligne
La ligne dessert 2 communes : Barcelone, Montcada.

### Stations et correspondances
|  |   |  | Station                | Communes               | Correspondances |
|  | - |  | ---------------------- | ---------------------- | --------------- |
|  | ■ |  | Trinitat Nova          | Barcelone (Nou Barris) |                 |
|  | o |  | Casa de l'Aigua        | Barcelone (Nou Barris) |                 |
|  | o |  | Torre Baró \| Vallbona | Barcelone (Nou Barris) |                 |
|  | o |  | Ciutat Meridiana       | Barcelone (Nou Barris) |                 |
|  | ■ |  | Can Cuiàs              | Montcada i Reixac      |                 |

## Exploitation

### Matériel roulant
La ligne met en circulation les deux seuls trains de la série 500, version de métro léger des versions 2000 et 3000 remisés au triangle ferroviaire de la station Trinitat Nova. Ils parcourent les 2,2 km de voies unique, excepté au terminus ouest, Can Cuiàs ainsi qu'à Torre Baró | Vallbona où les deux rames se croisent.

### Horaires et tarification
Elle est ouverte de 05:00 à 00:00 du lundi au jeudi, jusqu'à 02:00 le vendredi, sans interruption le week-end, jours fériés et le jour de la San Juan. Et, comme l'ensemble du réseau métro, elle est située en zone tarifaire 1.

## Sources et références
- (es) Cet article est partiellement ou en totalité issu de l’article de Wikipédia en espagnol intitulé « Línea 11 del Metro de Barcelona » (voir la liste des auteurs).

- (ca) Cet article est partiellement ou en totalité issu de l’article de Wikipédia en catalan intitulé « Línia 11 del metro de Barcelona » (voir la liste des auteurs).